# C Moon
C Moon è un brano musicale pop in stile reggae composto da Paul e Linda McCartney ed eseguito dalla loro band Wings. La canzone venne pubblicata come singolo dal doppio Lato A abbinata a Hi, Hi, Hi nel 1972. Complice la censura e conseguente messa al bando di Hi Hi Hi nel Regno Unito a causa dei suoi presunti riferimenti sessuali e alle droghe, C Moon, grazie alla maggiore programmazione radiofonica e alla grande orecchiabilità del motivo, divenne un successo da Top 5.
In seguito la canzone venne inserita anche nelle raccolte All the Best! (1987) e Wingspan: Hits and History (2001), e come bonus track nella ristampa di Red Rose Speedway del 1993.

## Il brano

### Origine e composizione
Il titolo "C Moon" venne ispirato agli autori dalle parole del testo presenti nella canzone Wooly Bully di Sam the Sham and the Pharaohs. A tal proposito McCartney disse: «C'è una strofa in Wooly Bully che dice "Let's not be L7". Beh, L7, come venne spiegato all'epoca, significa un quadrato, metti una L e un 7 insieme e avrai creato un quadrato... Così ebbi l'idea di accostare la "C" alla forma della Luna (una mezzaluna) per creare l'opposto di un quadrato. Quindi "C Moon" significa "cool" ("figo") in altre parole».
L'insolito ritmo reggae del brano è conseguenza della grande esplosione di popolarità che detto genere musicale ebbe in Inghilterra negli anni settanta. Anche McCartney si era lasciato contagiare dal fascino esotico dei ritmi giamaicani, e nel dicembre 1971 era andato in vacanza in Giamaica insieme a Linda. Il soggiorno stimolò la creatività di Paul che quindi scrisse C Moon coniugando reggae e pop melodico.

### Registrazione
Una prima incisione del pezzo si ebbe nel corso di una jam session svoltasi il 3 settembre 1972, alla quale aveva preso parte anche John Bonham, il batterista dei Led Zeppelin. Questa versione preliminare non fu però ritenuta idonea e venne scartata. Nel novembre successivo la traccia venne reincisa ai Morgan Studios di Londra, con Mike Bobak in sala di controllo. Per l'incisione del brano, alcuni musicisti si scambiarono gli strumenti. Il chitarrista Henry McCullough suonò la batteria, il chitarrista Denny Laine suonò il basso, e il batterista Denny Seiwell si cimentò allo xilofono. McCartney, da parte sua, si occupò di suonare il pianoforte con il caratteristico staccato in levare secondo lo stile reggae. Alla seduta, molto informale, spontanea e divertita, presero parte anche le figlie di Paul che cantarono nei cori. All'inizio della registrazione si sente la voce di McCartney che, sbagliando l'attacco nell'introduzione, esclama: «What's that the intro. I should have been in» ("Era quella l'intro. Dovevo esserci io"). Tale esclamazione venne tenuta nella versione finale per mantenere l'atmosfera scanzonata della registrazione. Liricalmente, il testo è pieno di giochi di parole e nonsense, ma contiene anche accenni al gap generazionale tra genitori e figli, tema affrontato da McCartney in precedenza anche nel brano The Back Seat of My Car sull'album Ram del 1971. Ulteriori sovraincisioni di battiti di mani ed un nuovo missaggio (in quanto Paul non era soddisfatto di quello effettuato ai Morgan Studios), furono eseguiti agli Abbey Road Studios.

### Pubblicazione
Il singolo doppio lato A Hi, Hi, Hi / C Moon fu pubblicato il 1º dicembre 1972 in Gran Bretagna e tre giorni dopo negli Stati Uniti in una confezione spartana, all'interno di una busta nera. Per promuovere il singolo, i Wings girarono due videoclip musicali, uno per ciascun brano, mimando in playback l'esecuzione delle canzoni presso gli studi della Southern ITV. Inoltre, la band eseguì C Moon a Top of the Pops il 4 gennaio 1973. Il 45 giri ebbe un discreto successo, piazzandosi quinto in classifica nel Regno Unito e decimo in America.

## Tracce singolo
1. Hi, Hi, Hi (Paul & Linda McCartney) - 3:08
2. C Moon (Paul & Linda McCartney) - 4:33

## Formazione
- Paul McCartney: voce, cori, pianoforte, cornetta
- Linda McCartney: cori, tamburello
- Denny Laine: cori, basso
- Henry McCullough: batteria
- Denny Seiwell: xilofono, cornetta

## Classifica
| Nazione          | UK                  | USA             | Germania            | Francia     | Giappone           |
| ---------------- | ------------------- | --------------- | ------------------- | ----------- | ------------------ |
| Etichetta        | Apple               | Apple           | EMI Electrola/Apple | Apple       | Apple              |
| N° di catalogo   | R 5973              | 1857            | 1C006-05208         | 2C006-05208 | EAR-10241          |
| Data             | 1º dicembre 1972    | 4 dicembre 1972 | dicembre 1972       |             | 20 gennaio 1973    |
| Posiz. in Class. | 5 (16 gennaio 1973) | 10              | 16                  | N/A         | 26 (febbraio 1973) |

## Cover
- The Larry Page Orchestra and Chorus registrarono e pubblicarono su singolo una versione del pezzo nel 1973.
- Robert Smith ha reinterpretato la canzone come esclusiva bonus track di Amazon della compilation The Art of McCartney (2014).